# Isothecium cristatum
Isothecium cristatum är en bladmossart som beskrevs av H. Robinson 1962 [1963. Isothecium cristatum ingår i släktet svansmossor, och familjen Brachytheciaceae. Inga underarter finns listade i Catalogue of Life.